# 13580 de Saussure
13580 de Saussure è un asteroide della fascia principale. Scoperto nel 1993, presenta un'orbita caratterizzata da un semiasse maggiore pari a 2,8156801 UA e da un'eccentricità di 0,2288672, inclinata di 5,82161° rispetto all'eclittica.
L'asteroide è dedicato all'alpinista e scienziato svizzero Horace-Bénédict de Saussure.